# Maximilian Schachmann
Maximilian Schachmann (* 9. ledna 1994) je německý profesionální silniční cyklista jezdící za UCI WorldTeam Red Bull–Bora–Hansgrohe.

## Kariéra

### Začátky
Schachmann se narodil v Berlíně a vyrůstal na okrajích města. Svou základní školu měl 6 kilometrů od domova a vzhledem k tomu, že autobus jezdil pouze jednou za hodinu, se rozhodl začít jezdit do školy na kole. To zapálilo jeho zájem o kariéru v cyklistice.

### Quick-Step Floors (2017–2018)
Schachmann se stal profesionálem v roce 2017 s týmem Quick-Step Floors. Svou první profesionální sezónu musel předčasně ukončit po nehodě v páté etapě závodu Tour de Pologne.
Sezóna 2018 byla pro Schachmanna průlomová. Po osmém místě na Valonském šípu se vydal na svou první Grand Tour v kariéře, na Giro d'Italia. Zde se mu podařilo vyhrát 18. etapu s cílem na Prato Nevoso. Do konce sezóny ještě získal bronzovou medaili z časovky na mistrovství Evropy a třetí místo celkově s etapovým vítězstvím na závodu Deutschland Tour.

### Bora–Hansgrohe (2019–)
V září 2018 Schachmann podepsal dvouletý kontrakt s týmem Bora–Hansgrohe od sezóny 2019.

#### Sezóna 2019
V březnu Schachmann vyhrál pátou etapu závodu Volta a Catalunya. Na závodu Kolem Baskicka Schachmann vyhrál úvodní etapu, individuální časovku, díky čemuž získal vedení v celkovém pořadí. To si ještě upevnil vítězstvími v etapách 3 a 4. Závod dokončil na celkovém desátém místě a na vedoucí pozici v bodovací soutěži. Následně Schachmann objel všechny tři Ardenské klasiky: na Amstel Gold Race a Valonském šípu získal páté místo, na monumentu Lutych–Bastogne–Lutych získal třetí místo.
30. června Schachmann vyhrál silniční závod na národním německém šampionátu, který se jel v extrémních teplotách kolem 40 stupňů Celsia a který dokončilo pouze 15 ze 190 startujících závodníků. V červenci 2019 byl jmenován na startovní listině Tour de France 2019. Ve třinácté etapě, individuální časovce, byl na dobré cestě zapsat v cíli skvělý čas, ale blízko cíle měl nehodu. Etapu dokončil, ale později téhož dne mu bylo diagnostikováno několik zlomenin ruky a musel z Tour odstoupit.

#### Sezóna 2020
Na začátku sezóny Schachmann získal druhé místo celkově na závodu Volta ao Algarve za vítězným Remcem Evenepoelem. V březnu Schachmann vyhrál etapový závod Paříž–Nice zkrácený o jednu etapu kvůli pandemii covidu-19. Vyhrál první etapu a následně si udržel náskok 18 sekund na druhého Tiesje Benoota, čímž se stal pátým německým vítězem tohoto závodu a prvním od roku 2011, kdy vyhrál Tony Martin.
Po restartu sezóny v srpnu Schachmann pokračoval ve svých skvělých výsledcích, když získal třetí místo na Strade Bianche. Na monumentu Il Lombardia měl nehodu, když na trasu závodu vjelo auto 3 km před cílem. Závod nakonec dokončil na sedmém místě, ale při incidentu si zlomil klíční kost. I přesto se Schachmann zúčastnil Tour de France jakou součást osmičlenné sestavy týmu Bora–Hansgrohe.

#### Sezóna 2021
V březnu Schachmann obhájil svůj titul na Paříž–Nice. Před poslední osmou etapou byl Schachmann na druhé příčce v celkovém pořadí se ztrátou 52 sekund na lídra závodu Primože Rogliče. Ten však v osmé etapě opakovaně spadnul a ztratil okolo tří minut. Díky tomu se Schachmann mohl stát podruhé v kariéře vítězem tohoto závodu. Z Ardenských klasik se mu nejvíce povedl Amstel Gold Race. Společně s Woutem van Aertem pokryl nástup Toma Pidcocka a ocitnul se na čele v boji o vítězství proti papírově lepším sprinterům van Aertovi a Pidcockovi. Schachmann se pokusil zaútočit, ale jeho nástup byl rychle zneškodněn. Ve sprintu o vítězství nebyl schopen přesprintovat Pidcocka, ani van Aerta, a získal tak třetí místo.
V červnu se Schachmann zúčastnil Tour de Suisse. Před poslední etapou držel průběžné třetí místo, to však poslední den ztratil, když odpadnul ze skupiny favoritů těsně před vrcholem Gotthardského průsmyku. Kvůli ztrátě 12 sekund se nakonec propadnul na konečné čtvrté místo celkově. Později téhož měsíce získal svůj druhý titul ze silničního závodu na německém národním šampionátu.

## Hlavní výsledky

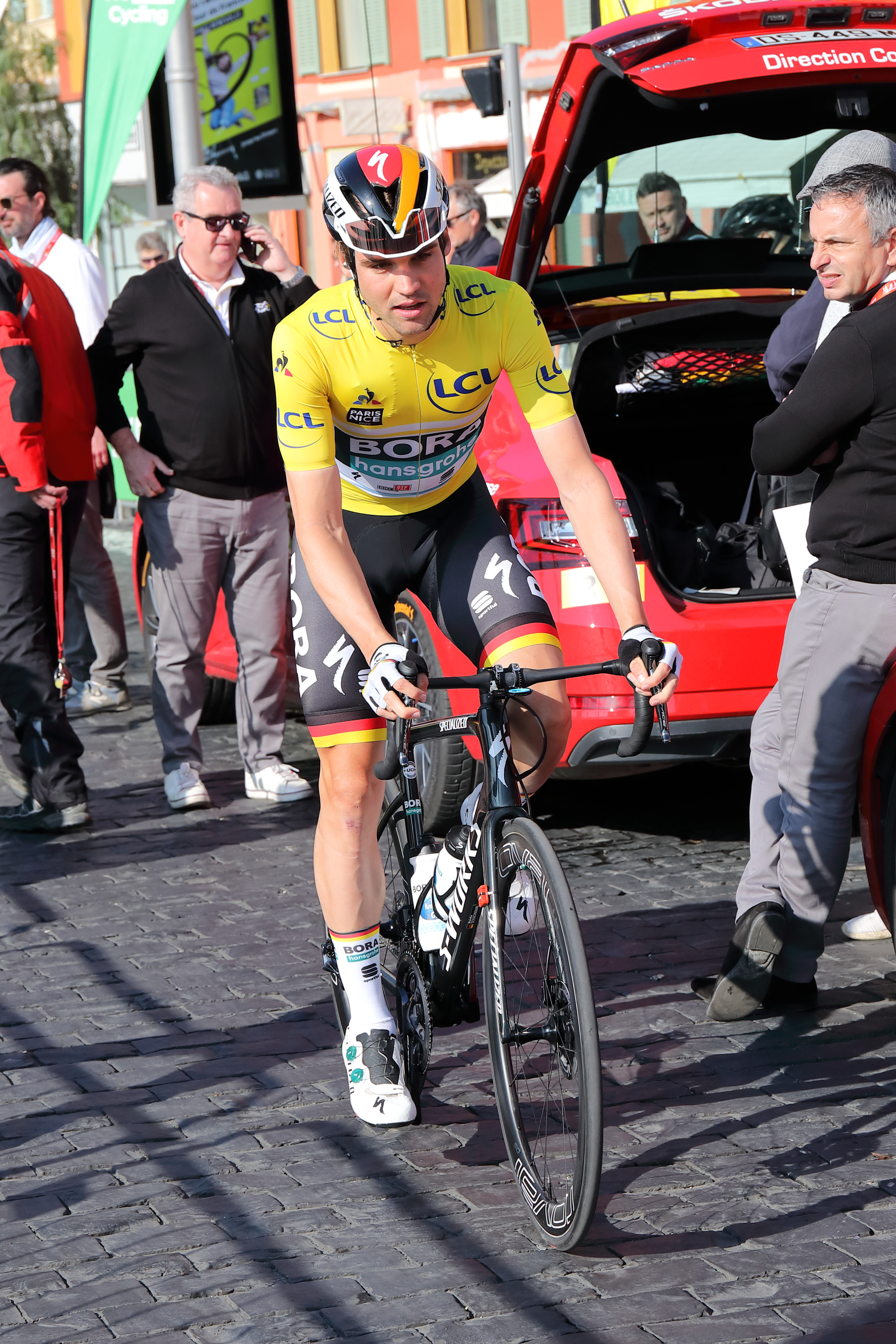
Schachmann na závodu Paříž–Nice 2020.

2011
Národní šampionát
2. místo silniční závod juniorů
2012
Mistrovství světa
 3. místo časovka juniorů
Mistrovství Evropy
9. místo časovka juniorů
2013
Mistrovství Evropy
9. místo časovka do 23 let
2014
Národní šampionát
2. místo časovka do 23 let
Mistrovství světa
5. místo časovka do 23 let
Mistrovství Evropy
5. místo časovka do 23 let
2015
Mistrovství světa
 2. místo časovka do 23 let
Mistrovství Evropy
 3. místo časovka do 23 let
Tour de Berlin
8. místo celkově
2016
Národní šampionát
 vítěz časovky do 23 let
Tour Alsace
 celkový vítěz
 vítěz soutěže mladých jezdců
vítěz 3. etapy
Mistrovství světa
 2. místo časovka do 23 let
Tour de Berlin
2. místo celkově
Le Triptyque des Monts et Châteaux
3. místo celkově
Giro della Valle d'Aosta
7. místo celkově
vítěz 3. etapy
2017
Národní šampionát
4. místo časovka
5. místo silniční závod
Ster ZLM Toer
4. místo celkově
10. místo Le Samyn
2018
Mistrovství světa
 vítěz týmové časovky
Giro d'Italia
vítěz 18. etapy
lídr  po etapách 1 – 5
Volta a Catalunya
vítěz 6. etapy
2. místo Classic Sud-Ardèche
Mistrovství Evropy
 3. místo časovka
Deutschland Tour
3. místo celkově
vítěz 2. etapy
Národní šampionát
4. místo časovka
BinckBank Tour
4. místo celkově
Volta ao Algarve
4. místo celkově
8. místo Valonský šíp
2019
Národní šampionát
 vítěz silničního závodu
vítěz GP Industria & Artigianato di Larciano
Volta a Catalunya
vítěz 5. etapy
3. místo Lutych–Bastogne–Lutych
5. místo Amstel Gold Race
5. místo Valonský šíp
Kolem Baskicka
10. místo celkově
 vítěz bodovací soutěže
vítěz etap 1 (ITT), 3 a 4
Tour of California
10. místo celkově
2020
Paříž–Nice
 celkový vítěz
vítěz 1. etapy
Volta ao Algarve
2. místo celkově
3. místo Strade Bianche
7. místo Il Lombardia
Mistrovství světa
9. místo silniční závod
Tour de France
 cena bojovnosti po 13. etapě
2021
Národní šampionát
 vítěz silničního závodu
Paříž–Nice
 celkový vítěz
3. místo Amstel Gold Race
Tour de Suisse
4. místo celkově
9. místo Lutych–Bastogne–Lutych
Olympijské hry
10. místo silnični závod
10. místo Valonský šíp
2022
2. místo Grosser Preis des Kantons Aargau
Tour de Suisse
10. místo celkově
2023
Sibiu Cycling Tour
vítěz 3. etapy
Národní šampionát
3. místo silniční závod
3. místo časovka

### Výsledky na etapových závodech
| Výsledky na Grand Tours        |      |      |      |      |      |      |      |      |
| Grand Tour                     | 2017 | 2018 | 2019 | 2020 | 2021 | 2022 | 2023 | 2024 |
| Giro d'Italia                  | —    | 31   | —    | —    | —    | —    | —    | 45   |
| Tour de France                 | —    | —    | DNF  | 57   | —    | 46   | —    |      |
| Vuelta a España                | —    | —    | —    | —    | DNF  | —    | —    |      |
| Výsledky na etapových závodech |      |      |      |      |      |      |      |      |
| Závod                          | 2017 | 2018 | 2019 | 2020 | 2021 | 2022 | 2023 | 2024 |
| Paříž–Nice                     | —    | —    | —    | 1    | 1    | DNF  | DNF  |      |
| Tirreno–Adriatico              | —    | —    | —    | —    | —    | —    | —    |      |
| Volta a Catalunya              | 99   | 68   | 12   | NS   | —    | —    | —    |      |
| Kolem Baskicka                 | —    | —    | 10   | NS   | 27   | —    | —    |      |
| Tour de Romandie               | 19   | —    | —    | NS   | —    | 55   | —    |      |
| Critérium du Dauphiné          | —    | —    | —    | —    | —    | —    | —    |      |
| Tour de Suisse                 | —    | —    | —    | NS   | 4    | 10   | 14   |      |

### Výsledky na klasikách
| Monument               | 2017 | 2018 | 2019 | 2020 | 2021 | 2022 | 2023 |
| ---------------------- | ---- | ---- | ---- | ---- | ---- | ---- | ---- |
| Milán – San Remo       | —    | —    | —    | —    | 14   | —    | —    |
| Kolem Flander          | —    | —    | —    | 98   | —    | —    | —    |
| Paříž–Roubaix          | —    | —    | —    | NS   | 77   | —    | —    |
| Lutych–Bastogne–Lutych | —    | 35   | 3    | DNF  | 9    | —    | —    |
| Giro di Lombardia      | —    | —    | 73   | 7    | —    | —    | —    |
| Klasika                | 2017 | 2018 | 2019 | 2020 | 2021 | 2022 | 2023 |
| Strade Bianche         | —    | DNF  | 29   | 3    | —    | —    | —    |
| Amstel Gold Race       | 105  | —    | 5    | NS   | 3    | —    | —    |
| Valonský šíp           | 115  | 8    | 5    | —    | 10   | —    | —    |

| —   | Nezúčastnil se |
| NS  | Nejelo se      |
| DNF | Nedokončil     |